# I Surrender (canción de Céline Dion)
«I Surrender» —en español: «Me rindo»—es una power ballad escrita por Louis Biancaniello y Sam Watters, y grabada por la cantante canadiense Céline Dion en su séptimo álbum de estudio en inglés, A New Day Has Come (2002). Es una canción de amor exuberantemente orquestada que ha sido versionada en numerosas ocasiones y trata sobre un individuo enamorado que lo entregaría todo, solo para estar con su amante.

## Antecedentes
Con un tempo de 57 beats por minuto con síncopa, la canción está escrita en la clave de sol menor. Cuenta con piano, conjunto de cuerdas, batería y un sintetizador. El coro utiliza la progresión de acordes común de vi–IV–I–V, con el rango vocal de Dion que abarca desde la nota D♭3 a D♭5. Utiliza un acorde napolitano de La bemol mayor antes de un acorde suspendido al final de los versos. La canción fue descrita como una balada "grandilocuente y conmovedora", que se ha convertido en una canción popular entre los concursantes de concursos de canto de telerrealidad como American Idol. La canción fue producida y arreglada por el ganador del premio Grammy y nominado al Globo de Oro Simon Franglen.

## Recepción
Según Chuck Taylor de Billboard, "Dion no defrauda con baladas como la estremecedora 'I Surrender', donde canta de amor prohibido en medio de una tormenta de instrumentación completamente volcánica".
La revista People escribió: "Cuando Dion canta sobre bajar sus defensas y ceder al amor en 'I Surrender', es la canción la que se convierte en sumisión".
El crítico de Slant Magazine, Sal Cinqueman, afirma que 'I Surrender' es una "balada poderosa que solo un cantante con la voz de Dion podría lograr".
Christopher Smith de TalkAboutPopMusic dijo que "tiene mucho drama y teatralidad, tanto que casi empiezas a pensar que los productores realmente están buscando convertir a Celine en la próxima Barbra Streisand en lugar de ella misma".

## Actuación en vivo
Celine Dion interpretó esta canción en su video álbum Live in Las Vegas: A New Day..., rodeada de artísticos bailarines de respaldo que expresan visual y dramáticamente la letra de la canción de una manera mimetizada. El clip está en su cuenta VEVO en YouTube, actuando como el video musical oficial de la canción, y tenía más de 43 millones de visitas en agosto de 2021.
El video musical comienza cuando los bailarines de respaldo corren a sus posiciones e imitan estatuas. El candelabro de cristal estilo Versalles se usó para hacer la interpretación de la canción más romántica. "I Surrender" del DVD se lanzó por primera vez en la edición de lujo del álbum de Dion Taking Chances en noviembre de 2007.

## Versiones
- El cantante estadounidense Billy Gilman versionó esta canción en la temporada 11 de The Voice con la ovación de los cuatro jueces. Por segunda semana consecutiva, la actuación de Gilman, esta vez para "I Surrender", apareció en el número uno en iTunes, lo que le permitió volver a beneficiarse de los cinco multiplicadores de votos totales.[13]
- El cantante taiwanés Terry Lin versionó la canción en 2008.
- La cantante filipina Alisah Bonaobra interpretó "I Surrender" en la segunda temporada de The Voice of the Philippines.[14]
- La cantante filipino-estadounidense Jessica Sanchez interpreta la canción en la primera temporada de America's Got Talent a la edad de 11 años. La cantante y jueza Brandy Norwood predice: "Vas a ser enorme, lo prometo", después de verla interpretarla.[15] La versión tiene más de 8 millones de visitas en YouTube.[16]
- La ganadora de American Idol, Kelly Clarkson, hizo un cover de la canción en Semana 1990, como una de las 4 finalistas principales.
- El finalista de American Idol, Anthony Fedorov, interpretó la canción en la cuarta temporada del programa.
- El cantante español Abraham Mateo hizo un cover de la canción en su cuenta de YouTube en 2010 a la edad de 12 años. El video tiene más de 7 millones de visitas.[17]
- Cosima DeVito actuó la canción para su audición en la primera temporada de Australian Idol.
- La cantante británica Nicki French grabó y lanzó una versión de baile de la canción como sencillo en 2004.
- La cantante polaca Edyta Górniak grabó una versión polaca de la canción. La versión se llama "Lista" ("Carta").[18]